# Efecto marco
El efecto marco (en inglés framing effect) es un sesgo cognitivo por el que las preferencias de una persona ante un problema de decisión dependen de cómo se presente este, esto es, de su “marco”. Los efectos marco en las preferencias de un individuo pueden compararse con los efectos de la perspectiva en la percepción sensorial de un paisaje. Hay tres elementos que pueden variar en el marco: alternativas, probabilidades y consecuencias. 
El concepto fue introducido por el Premio Nobel de Economía Daniel Kahneman junto con Amos Tversky y forma parte de la Teoría de las Perspectivas. 

## Evidencia empírica
El efecto marco se ha demostrado en experimentos que incluyen decisiones sobre pérdidas o ganancias monetarias, ficticias y reales, y sobre pérdidas en vidas humanas. Estos experimentos los llevaron a cabo Kahneman y Tversky entre alumnos de la Stanford University y de la University of British Columbia. 
Como ejemplo, se propone el siguiente:
Problema 1: Imagine que EE. UU. se está preparando para el brote de una enfermedad rara en Asia de la que se espera que mate a 600 personas. Se han propuesto dos programas alternativos para combatir la enfermedad. Asuma que la estimación científica exacta de los programas es como sigue:
-Si se adopta el programa A, 200 personas se salvarán. 
-Si se adopta el programa B, hay 1/3 de probabilidad de que 600 personas se salven, y 2/3 probabilidad de que no se salve nadie. 
¿Qué programa escogería? 
La decisión mayoritaria de los estudiantes fue de tipo averso al riesgo (programa A): la perspectiva de salvar seguro 200 vidas es más atractiva que la perspectiva con riesgo con el mismo valor esperado. 
Un segundo grupo de estudiantes recibió el mismo problema 1, con una formulación diferente.
Problema 2: 
-Si se adopta el programa C, 400 personas morirán. 
-Si se adopta el programa D, hay 1/3 de probabilidad de que nadie morirá, y 2/3 de probabilidad de que mueran 600 personas. 
La decisión mayoritaria del segundo grupo de estudiantes fue de tipo amante del riesgo (programa D): la certeza de perder 400 vidas se acepta menos que perder 600 vidas con 2/3 de probabilidad. Las preferencias reveladas por los estudiantes ilustran un patrón común: las elecciones que involucran ganancias son frecuentemente aversas al riesgo y elecciones que involucran pérdidas son frecuentemente amantes del riesgo. Ante exactamente el mismo problema, se observa un cambio de preferencias de aversión al riesgo a preferencias en búsqueda del riesgo. La teoría de las perspectivas explica esta inversión de preferencias.

## Implicaciones
Las explicaciones y las predicciones de las decisiones de la gente en las ciencias sociales se fundamentan normalmente en el supuesto de racionalidad, según la Teoría de la Elección Racional. Una decisión es racional si satisface como mínimo los requisitos de consistencia y coherencia. Por su parte, las preferencias de un individuo serán racionales si son transitivas y completas. Cada “problema de decisión” está definido por las alternativas, consecuencias y probabilidades de cada consecuencia y el “marco de decisión” hace referencia a la concepción que tiene el individuo de éstas. En general, un mismo problema de decisión puede formularse de varias maneras. Así, el marco de decisión que adopte un individuo dependerá en parte de la formulación del problema y en parte de los hábitos y características del individuo que decide.  
Lo propio de una elección racional sería que los individuos no invirtieran sus preferencias con cambios en el marco. Sin embargo, Kahneman y Tversky descubren que, debido a la imperfección de la racionalidad humana, cambios en el marco de decisión provocan frecuentemente una inversión en las preferencias del decisor. La dependencia de las preferencias en la formulación de los problemas de decisión cuestiona la validez de la Teoría de la Elección Racional. Para salvar este inconveniente grave, Kahneman y Tversky proponen la Teoría de las Perspectivas en la que se considera una función de valor en forma de S  que tiene tres propiedades básicas:
a)	La función es cóncava para las ganancias
b)	La función es convexa para las pérdidas 
c)	La pendiente es mayor para las pérdidas que para las ganancias
Estas propiedades de la función de valor explican por qué enmarcar un problema de decisión en términos de ganancias o en términos de pérdidas –en relación con un punto de referencia inicial-, provoca unas preferencias del consumidor u otras, aunque el problema de decisión sea igual.

## Causas del efecto marco
La causa del efecto marco es la imperfección de la racionalidad humana. Esta imperfección hace referencia, en el caso del efecto marco, al hecho de que los individuos generalmente no tienen en la cabeza las posibles formulaciones alternativas del problema y las consecuencias de éstas en sus preferencias. El efecto marco también puede deberse a que los individuos no evalúen problemas relacionados de manera conjunta. A este respecto, se puede ver cómo la paradoja de Allais viola el axioma de independencia de la Teoría de la Elección Racional. 
La razón de que los individuos sucumban al efecto marco estriba en que dos formulaciones distintas de un mismo problema de decisión pueden suscitar asociaciones diferentes en el Sistema 1, que, consecuentemente, provocan un cambio en las preferencias. Cambiar de marco requiere esfuerzo y el Sistema 2 es normalmente perezoso. Por eso, casi todos los individuos aceptan pasivamente los problemas de decisión tal como vienen enmarcados y raras veces se dan cuenta de hasta qué punto sus preferencias están ligadas al marco más que ligadas a la realidad.

## Fenómeno económico-social que explica
Según el efecto marco, en el contexto del mercado de los seguros, un seguro debería parecer más atractivo cuando se presenta como la eliminación de riesgo que cuando se presenta como la reducción del riesgo. Como ningún seguro puede cubrir todos los riesgos que conciernen a los individuos, todo seguro es necesariamente probabilístico: reduce pero no elimina el riesgo. La naturaleza probabilística de los seguros se encumbre frecuentemente con formulaciones del problema de decisión que enfatizan la entera protección contra daños concretos, pero el sentimiento de seguridad que tales seguros proveen es una ilusión del efecto marco. Parece que el seguro se compra como protección contra cualquier preocupación en general y no solo como protección ante ese riesgo concreto, y la preocupación puede ser manipulada jugando con el marco de los resultados y probabilidades. 
Otro ejemplo, introducido por Richard Thaler, sería a la hora de cobrar un precio diferente según el método de pago. Así, en el debate que hubo en las estaciones de servicio sobre si el precio para pagar con efectivo debía ser diferente (menor) al precio para pagar con tarjeta de crédito, el lobby de las tarjetas de crédito presionó para que ese incremento de precio por usar la tarjeta de crédito, se presentara al cliente como un descuento a la hora de pagar en efectivo, en lugar de como recargo por pagar con tarjeta de crédito. Efectivamente, tal y como puede demostrarse con el efecto marco, la gente está más dispuesta a renunciar a un descuento que a pagar un recargo. ¿Por qué? La razón estriba en que, aunque económicamente ambas situaciones sean idénticas, no lo son emocionalmente.